# Domașnea
Domașnea là một xã thuộc hạt Caraș-Severin, România. Dân số thời điểm năm 2002 là 1498 người.